# Nyaya

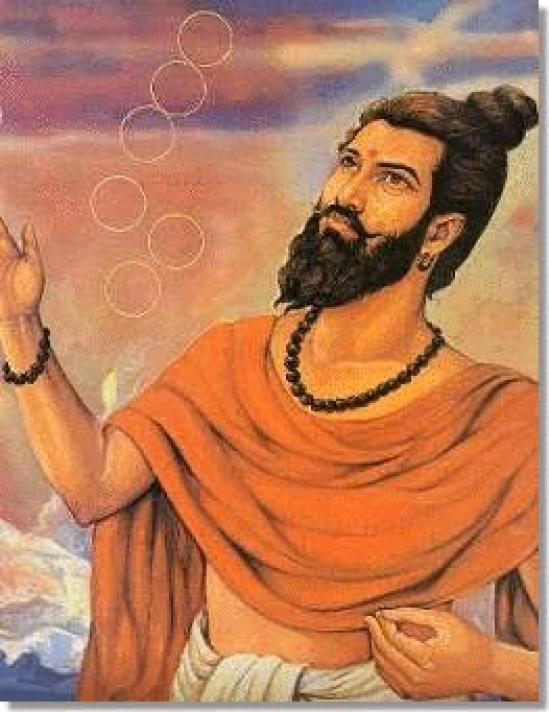
Imatge d'un Nyaya.

 Nyayà (en devanagari  न्याय,  nyāya , "regla", "mètode") és una de les sis dàrsanes o doctrines ortodoxes (àstika) hinduistes. Deriva de l'arrel sànscrita  ní , que significa "conduir". La paraula és composta  ni-Aia  i és traduïda sovint com sil·logisme i inferència, per extensió s'aplica al raonament, la lògica o al mètode que condueix a l'esperit humà en certs actes, i particularment en el de l'argumentació i de la dissensió.

## Fonamentació
Aquesta escola es pot veure de dues maneres: com un mètode de lògica i epistemologia o com una part de la religiositat de l'Índia. Sigui com sigui, en ambdós casos comporta una gnoseologia i una ontologia.
En efecte, el niaiá és una escola d'especulació filosòfica que ha esdevingut posteriorment en un sistema dedicat també a la metafísica. El corpus principal d'aquesta escola es troba en els textos anomenats  Niaiá sutra  escrits pel savi Gótama Aksha Pada al segle II aC (encara que alguns opinen que el  Niaiá sutra  va ser escrit en el segle VII dC), aquest Gótama (que no s'ha de confondre amb el famós sant Gautama Buda) va ser un filòsof que va rebre el sobrenom d'Aksha Pada (sent  Aksa:  'ulls' i  pada:  'peus'), possiblement per tenir la vista fixa en els peus, o per la intenció realista de seu treball. El nom Gótama significa 'el millor bou' (essent  go:  'vaca, bou' i  mida:  'el millor').
La seva metodologia està basada en un sistema lògic-epistemològic que va ser adoptat per la major part de les altres escoles hinduistes (ortodoxes o no) d'una manera semblant al que la ciència, la religió i la filosofia occidentals poden considerar basats en la lògica del filòsof grec Aristòtil (384-322 aC).
El niaiá és diversos segles més modern que l' Organon  (l'obra completa d'Aristòtil), però recentment va ser conegut a Occident després de ser publicat a 1828 a Calcuta per la Comissió General d'Instrucció Pública, acompanyat d'un comentari de Vishua Natha (del segle XVII), contenint 525 sutres en prosa i dividits en cinc lectures subdividides en diversos capítols, oferint aquestes lectures dues parts diferents: la primera enterament dogmàtica està formada d'una sola lectura, les altres quatre constitueixen la segona part que està consagrada a la polèmica donant Gótama solució a totes les objeccions que pot ser objecte la seva doctrina.
La forma d'expedició d'aquest sistema de lògica és la forma axiomàtica estant el seu avantatge principal·la concisió.
L' niaiá  però difereix de la lògica analítica occidental quan aquesta no és una lògica amb un fi en si mateixa sinó que el seu objectiu és  mokṣa  o alliberament (respecte al patiment). 

Segons aquesta escola, obtenir una consciència vàlida és l'única manera d'obtenir mokṣa, en aquest sentit és llavors també una praxi soteriològica (redemptora).
La primera lectura del niaiá (l' adhyáya ) conté seixanta axiomes que comporten l'essencial i el fonamental de la dialèctica de Gótama prometent l'eterna benaurança a tots els qui tinguin la doctrina que l'ensenya a tot la seva extensió.
A la tesi sustentada dins del  niaiá  l'única consciència autèntica és aquella que no està ja més subjecta (o subjectada) a la contradicció, la que devela el real després dels fenòmens (després de la  maia ) i que tot just així pot presentar una realitat fidedigna i veraç. Només aquesta consciència pot ser considerada veritable consciència i està contraposada al «record» ia la «dubte» així com al raonament hipotètic que per ser hipotètic és a la incertesa. Ara bé, l'original escola del  niaiá  no rebutja de ple el dubte ni la hipòtesi sinó que les considera subsidiàries, com etapes per accedir a la plena consciència. 

Per això els filòsofs d'aquesta teoria van haver treballosament identificar primerament fonts de coneixement vàlides (en un procés semblant a la dubte metòdic que va portar a Descartes a considerar el  cogito -el pinso-com a punt de partida per a afirmar l'existència de l'ego i de tot el raciocini), fonts de Coneixements vàlides que permetessin distingir les falses opinions. Així van ser identificats quatre mitjans  (pramana)  pels quals obtenir consciència d'allò conegut: percepció, inferència, analogia i testimoni fidedigne. El coneixement a través de cada un d'aquests pot, segons l'escola  niaiá , ser vàlid o invàlid, per conseqüència els estudiosos van haver d'identificar coses determinants en cada cas singular per evidenciar que s'aconseguia una consciència vàlida o no, això va portar a la creació d'esquemes explicatius semblants (encara que no iguals) als de la filosofia analítica occidental.

## Teoria inferencial del nyaya
En aquesta es nota una combinació d'inducció i deducció per un passatge del particular al particular mitjançant el general (d'aquesta manera els «sil·logismes» del nyaya tenen cert aspecte tautològic encara que no queden a la tautologia sinó que la redundància serveix per reafirmar l'inferit), ja que, com s'ha indicat, en la lògica del nyaya tota forma comú de coneixement és tot just una part de la realitat, la realitat es presenta inicialment de manera relativa, per exemple modificat pels nostres sentits.
L'esquema bàsic inferencial recorda llavors a un sil·logisme i és el següent:
1. Pratigña: tesi, requereix comprovació.
2. Hétu: motiu, substanciació.
3. Udharana: exemple (freqüentment per analogia).
4. Upadana: reafirmació pragmàtica.
5. Nigam: inferència, conclusió, aplicació del principi general contingut ja en el tercer terme.

Un exemple clàssic dels cinc passos amunt indicat és el següent:
1. Pratigña: «A la muntanya hi ha foc»
2. Jetu: «Perquè hi ha fum».
3. Udharana: «On hi ha foc hi ha fum» (com es veu en els fogons).
4. Upadana: «Allà a la muntanya hi ha fum».
5. Nigam: (Llavors) «A la muntanya hi ha foc».

Òbviament per la lògica actual el raonament sembla ingenu, ja que no sembla forçós que el foc estigui acompanyat de fum o viceversa, però afinant l'exemple clàssic (redefinint exemples com "foc" i "fum") el procés inferencial nyaya es manté vàlid.

## Mètodes per investigar la veritat
Gótama afegeix 16 mètodes per investigar la veritat:
1. Mitjans de coneixement
2. Objectes a investigar
3. Dubte
4. Propòsit
5. Precedent
6. Dogma
7. Premissa
8. Confutación
9. Afirmació
10. Discreció
11. Subtileses
12. Cavil
13. Fal·làcia
14. Prevaricació
15. Objeccions
16. Arguments.

Hi ha quatre canals de coneixement:
1. Percepció sensorial
2. Inferència
3. Analogies
4. Testimonis.

Perquè això sigui font de saviesa real han d'existir els 12 objectes de coneixement:
1. Alma
2. Cos
3. Sentits
4. Món fenomenològic
5. Consciència superior
6. Ment
7. Voluntat
8. Error
9. Estats més enllà de la Terra
10. Karma
11. Dolor
12. Alliberament.